# Nam Thái Sơn
Nam Thái Sơn là một xã thuộc huyện Hòn Đất, tỉnh Kiên Giang, Việt Nam.

## Địa lý
Xã Nam Thái Sơn có vị trí địa lý:
- Phía đông giáp xã Mỹ Thái
- Phía tây giáp xã Bình Sơn
- Phía nam giáp thị trấn Hòn Đất
- Phía bắc giáp tỉnh An Giang.

Xã Nam Thái Sơn có diện tích 154,96 km², dân số năm 2020 là 10.755 người, mật độ dân số đạt 69 người/km².

## Hành chính
Xã Nam Thái Sơn được chia thành 10 ấp: Hòa Thuận, Hoà Tiến, Sơn An, Sơn Bình, Sơn Hòa, Sơn Lập, Sơn Nam, Sơn Tân, Sơn Thái, Sơn Thành.

## Lịch sử
Ngày 17 tháng 2 năm 1979, Hội đồng Chính phủ ban hành Quyết định 50-CP về việc chia xã Nam Thái Sơn thành 5 xã lấy tên là xã Nam Thái Sơn, xã Hà Sơn, xã Thổ Sơn, xã Hải Sơn và xã Trung Sơn.
Ngày 24 tháng 5 năm 1988, Hội đồng Bộ trưởng ban hành Quyết định 92-HĐBT về việc:
- Sáp nhập xã Hà Sơn vào xã Nam Thái Sơn
- Thành lập thị trấn Hòn Đất trên cơ sở 4 ấp rưỡi của xã Thổ Sơn và 1 ấp của xã Nam Thái Sơn.

Ngày 7 tháng 2 năm 2005, Chính phủ Việt Nam ban hành Nghị định 15/2005/NĐ-CP về việc thành lập xã Mỹ Thái trên cơ sở 5.935 ha diện tích tự nhiên và 5.124 nhân khẩu của xã Nam Thái Sơn.
Sau khi thành lập xã Mỹ Thái, xã Nam Thái Sơn còn lại 18.175 ha diện tích tự nhiên và 7.103 nhân khẩu.